# نصر النصر
نصر أحمد نمر النصر شريم ولقبه الحاج نصر النصر، هو قائد وطني وعضو في القيادة المركزية لحركة فتح وشقيق الشهيد أبو علي إياد. وُلد في مدينة قلقيلية عام 1929  واغتيل في 11 ديسمبر 1976، كان المرحوم سفير فلسطين السابق في اليمن. 

## حياته
ولد في قلقيلية عام 1929، وحصل على شهادة الثانوية في مدارس قلقيلية، ثم أكمل تخصص في اللغة الإنجليزية في لبنان. في بداية الخمسينيات قرر الملك عبد الله الأول بن الحسين زيارة مدينة قلقيلية، في ذلك الوقت بدأ وجهاء قلقيلية يتوافدون إلى المدينة من اجل مبايعته ملكاً على فلسطين، وقد احتج نصر أحمد نمر النصر شريم، على هذا الأمر، إذ كان ينتمي إلى المعارضة الفلسطينية. تلاسن مع الضابط الأردني عمر مطر الحاكم العسكري لمدينة أريحا حول بنود الاتحاد بين الأردن والضفة الغربية، وخلال الملاسنة أمر جنوده باعتقاله، ونُقل بسيارة جيب عسكرية إلى مكان مجهول، وأُفرج عنه في اليوم التالي. في وقت لاحق ذهب إلى السعودية ليعمل في شركة أرامكو وعين مسؤول مرفأ التحميل والشحن للبترول في عام 1970 ترك العمل في السعودية ليلتحق بالثورة الفلسطينية إلى جانب شقيقه أبو علي إياد مسؤول الساحة السورية واللبنانية والذي في بداية شهر تموز من عام 1971 كانت له اخر مكالمة عبر اللاسلكى وبحضور ابن عمته سعيد السبع وياسر عرفات ومحمد النصر في تلك المكالمة رفض أبو علي إياد الخروج من الأحراش قائلا كلمته الشهيرة قررنا أن نموت واقفين ولن نركع والله معنا.

## اغتياله
عاد الحاج نصر إلى العراق مرغما بعد أن سدت الأبواب بوجهه وهلل له صبري البنا إعلاميا وكان ذلك في أواخر عام 1976 م. خلال شهرين بدأ الصراع بين الحاج نصر وأبو نضال بعد ان تجمع اغلب عناصر المجلس الثوري التابعين لأبي نضال حول الحاج نصر خاصة أنه شقيق أبو علي إياد في تلك الفترة تكشفت للحج نصر كذب شعارات صبري البنا إضافة إلى اكتشافه ان هناك علاقة سرية وتعاون بين ياسر عرفات وصبري البنا، وبدأت بينهما المواجهة، ولأن أبو نضال لا يحتمل نتائج ذلك، ولا يستطيع تصفيته كالأخرين، خاصة أنه على معرفة بقادة العراق، فكان لا بد من إخراج الأمر وكأنه حادث عرضي، فتم التلاعب بسيارته المقدمة من صبري البنا بحيث يترافق انقلابها مع إطلاق النار عليها. تم الأمر عندما كان في طريقه إلى الموصل، وكان برفقته أحد الطلبة من أعضاء المجلس الثوري، وأُخرج الأمر كأنه حادث طريق ، ونظمت له جنازة ضخمة شارك فيها مسؤولون عراقيون. هذا وقد أُحضرت السيارة وغطيت بإحكام أمام مكتب صبري البنا ومنع أي شخص من فتحها أو الاقتراب منها ولكن أحد الحراس شكّ في هذه المبالغة وتمكن من رؤية أثر طلقات على باب السائق، فأخبر ابنه مدحت النصر والذي سارع للذهاب ورفع الغطاء عن السيارة فشاهد ما شاهده الحارس.
فجُن جنون البنا واحتجزه وهدده وحاول إغراءه بسيارة فاخرة بديلا وأمام ذلك وخوفا من خسارة أخرى، سعت الأسرة الحاج نصر مع نائب الرئيس صدام حسين آنذاك للعودة إلى الأردن وفعلا اتصل بالملك الحسين بن طلال الذي وافق على عودتهم جميعا إلى الأردن ولا زالت الجريمة مسجلة في الأذهان أنها حادث عرضي.